# A Drug Problem That Never Existed
A Drug Problem That Never Existed è il secondo album in studio del gruppo musicale alternative rock statunitense Mondo Generator, pubblicato nel 2003.

## Tracce
1. Meth, I Hear You Callin' – 1:13
2. Here We Come – 1:40
3. So High, So Low – 2:35
4. Do the Headright – 2:34
5. Open Up And Bleed For Me – 3:18
6. All I Can Do – 2:43
7. F.Y. I'm  Free – 2:12
8. Detroit – 3:00
9. Me and You – 2:12
10. Like You Want – 2:07
11. Girl's Like Christ – 1:39
12. Day I Die – 2:56
13. Jr. High Love – 2:00
14. Four Corners – 5:23

## Crediti
Gruppo
- Nick Oliveri
- Brant Bjork
- Molly McGuire
- Dave Catching

Musicisti addizionali
- Rex Everything
- Pierre Pressurer
- Mark Lanegan
- Josh Homme
- Troy Van Leeuwen
- Josh Freese
- Ashlee S.
- Marc Diamond
- Sean D.
- Blag Jesus
- Alain Johannes
- Carlo Von Sexron

note: 